# Lập Thạch (thị trấn)
Lập Thạch là thị trấn huyện lỵ của huyện Lập Thạch, tỉnh Vĩnh Phúc, Việt Nam.

## Địa lý
Thị trấn Lập Thạch nằm ở trung tâm huyện Lập Thạch, có vị trí địa lý:
- Phía đông giáp xã Xuân Hòa và xã Tử Du
- Phía tây giáp huyện Sông Lô
- Phía nam giáp xã Tứ Du và xã Xuân Lôi
- Phía bắc giáp xã Xuân Hòa.

Thị trấn có diện tích 4,15 km², dân số năm 1999 là 5.568 người, mật độ dân số đạt 1.342 người/km².

## Lịch sử
Thị trấn Lập Thạch được thành lập vào ngày 23 tháng 11 năm 1995 trên cơ sở tách 407 ha diện tích tự nhiên và 4.750 người của xã Xuân Hòa.